# Niels Roland
Niels Roland (né le 20 juillet 1958) est un auteur de bande dessinée danois. Il réalise des albums de bande dessinée dans différents genres, le plus souvent en collaboration avec un scénariste.

## Distinction
- 1995 :  Prix Urhunden du meilleur album étranger pour Danmark besat t. 5 : Hjemsøgt (avec Morten Hesseldahl et Henrik Rehr)